# Déversoir de Jargeau
Le déversoir de Jargeau est un ouvrage d'art français construit pour évacuer une partie des eaux de la Loire dans le val d'Orléans en cas de risque d'inondation.
Il est situé à Jargeau dans le département du Loiret en région Centre-Val de Loire.
Construit à la fin du XIXe siècle, il constitue l'un des sept déversoirs construits le long de la Loire sur les vingt qu'avait ambitionnés l'ingénieur et inspecteur général des ponts et chaussées Guillaume Comoy.

## Géographie
Le déversoir de Jargeau est situé dans le quadrant nord-est du territoire de la commune de Jargeau, à environ 109 mètres d'altitude, sur la rive gauche de la Loire, dans le prolongement de la levée de la Loire (rue du 71e-Bataillon-de-Chasseurs-à-Pied), dans la région naturelle du Val de Loire.
Les rues des Sablons et de la Fontaine-Saint-Vrain (route départementale 107) longent le déversoir sur son versant sud au niveau des lieux-dits éponymes.
Le sentier de grande randonnée de pays de la Vallée des Rois et l'itinéraire cyclotouristique de La Loire à vélo passent à proximité du déversoir.

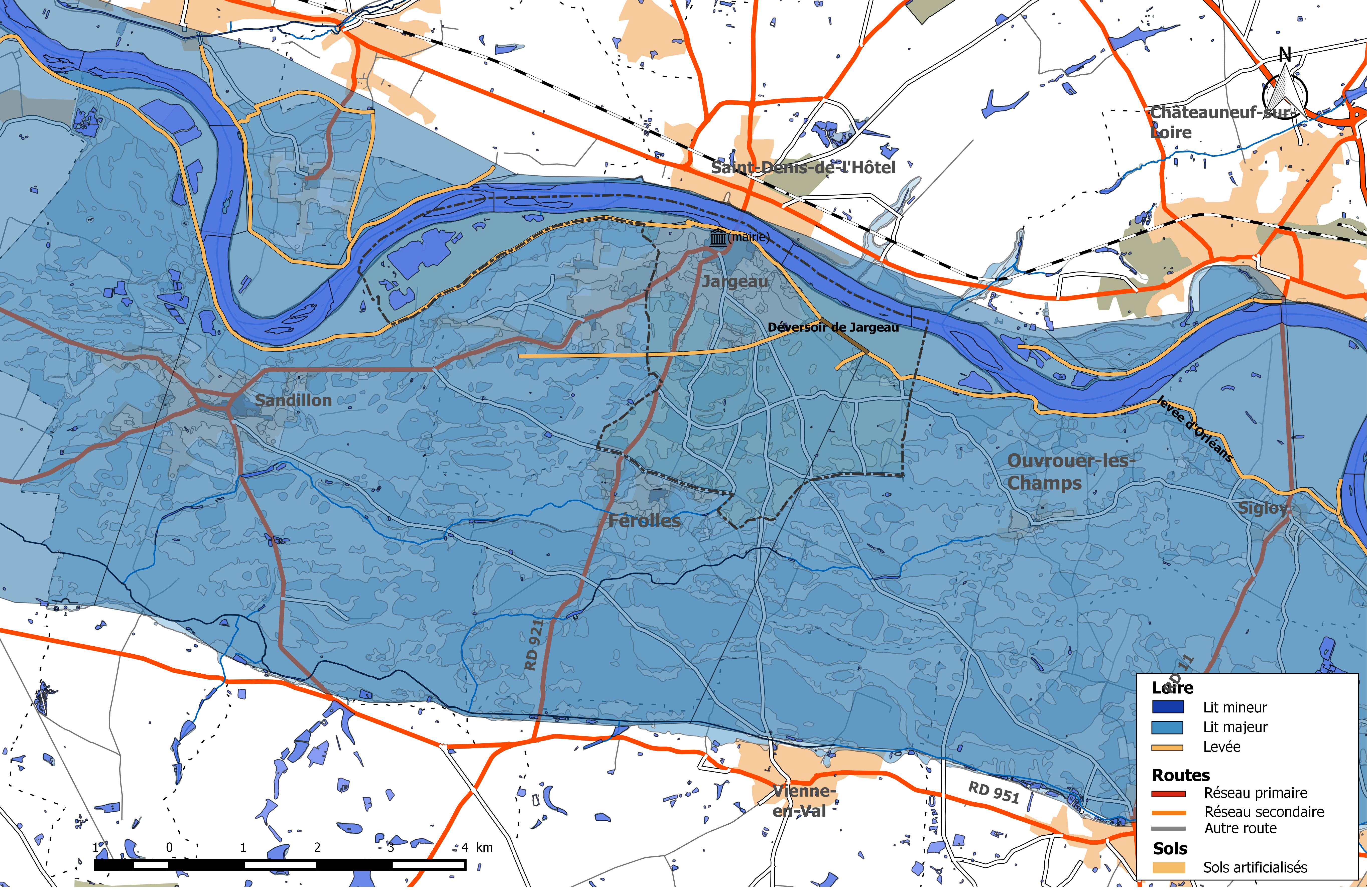
Sur cette carte représentant la zone inondable et les réseaux hydrographique et routier de la commune de Jargeau et de ses environs, le déversoir apparaît à l'Est.

## Histoire
La construction du déversoir de Jargeau s'inscrit dans une vaste réflexion menée à cause des inondations survenues à la suite de la crue de la Loire de 1856. Sous le Second Empire, l'empereur Napoléon III charge l'inspecteur général des Ponts et chaussées Guillaume Comoy de diriger des études pour aménager le cours de la Loire et prévenir les risques liés aux inondations. Une première solution consiste à aménager 85 barrages dans les hauts bassins versants, mais celle-ci s'avère trop longue à mettre en œuvre et coûteuse. La crue de la Loire de 1866 presse les pouvoirs publics de choisir une autre solution plus rapidement en aménageant des déversoirs le long du fleuve.

### XIXesiècle

#### Projet

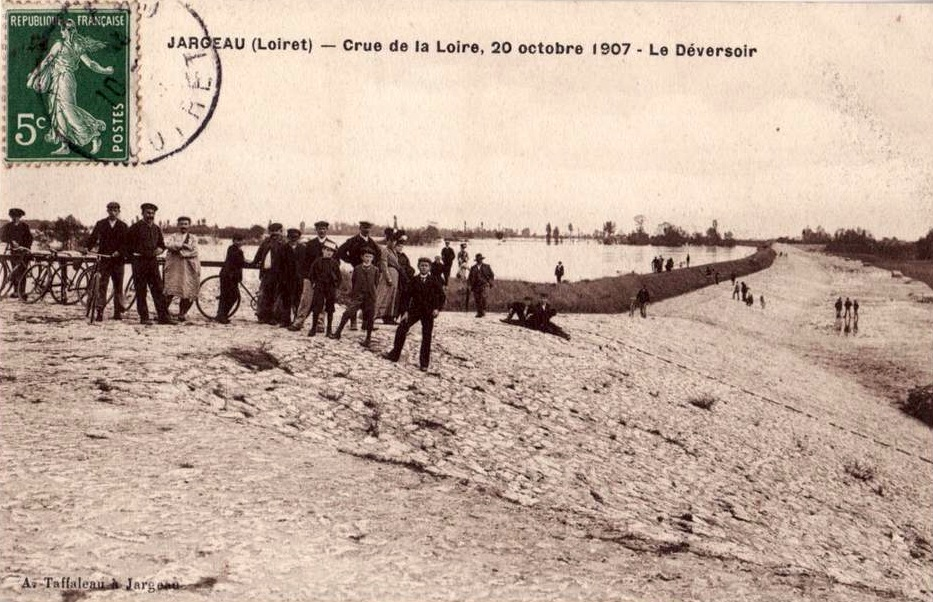
Crue de la Loire au déversoir de Jargeau, le 20 octobre 1907

L'annonce d'une mise à l'enquête pour un déversoir à Jargeau est annoncée dès 1868.
L'avant-projet du déversoir de Jargeau est approuvé par décision ministérielle du 18 juillet 1868. Il doit être réalisé par l’État français pour 555 000 francs.
L'ouvrage, de 550 mètres de long au niveau du seuil, doit être construit 300 mètres en amont du pont suspendu, à l'origine de la levée d'enceinte qui entoure Jargeau. Il est prévu pour se déclencher lorsque le niveau général des eaux atteint environ 5 mètres.
Les autorités des communes de Darvoy, Férolles, Saint-Jean-le-Blanc, Sandillon, Vienne-en-Val, éloignées du risque en cas de crue mais fortement exposées si le déversoir est construit et utilisé lors d'une crue, s'opposent au projet. À l'inverse, Jargeau, Saint-Denis-en-Val, Saint-Cyr-en-Val, Saint-Pryvé soutiennent le projet à condition que le seuil de déclenchement de l'ouvrage soit porté à 6 mètres.
Le déversoir de Jargeau doit être construit pour atteindre deux objectifs : prévenir la rupture de la levée de la Loire en aval de Jargeau et emmagasiner dans le val d'Orléans 160 000 000 m3 d'eau.
Dans sa séance du 12 novembre 1870, le conseil général du Loiret classe le projet de déversoir de Jargeau dans la catégorie des projets toujours « en instruction ».
La réalisation du déversoir de Jargeau est reconnue d'utilité publique par le décret du 11 novembre 1876 et la décision ministérielle du 24 janvier 1877.
Dans la séance du conseil général du Loiret du 24 décembre 1877, le conseiller général du canton de Briare, Jean-Félix Bapterosses, lit la dépêche du ministère des Travaux publics datée du 20 novembre 1877 qui relate l'adoption définitive du projet de construction du déversoir de Jargeau. La dépense totale est évaluée à 700 000 francs (513 971 francs pour le déversoir).

#### Réalisation
Il est réalisé sous la Troisième République, entre 1878 et 1882, à l'emplacement de la brèche dans la levée de la Loire qu'avait provoquée la crue de 1856.
L'entreprise Villetel et Dubosclard est choisie pour exécuter les travaux.

### XXesiècle
Lors de la crue de la Loire de 1907, dans le courant du mois d'octobre, le niveau du fleuve atteint la banquette du déversoir. Une équipe de cantonniers est envoyée sur les lieux afin d'ouvrir le déversoir. La population du Val qui doit être inondée, et particulièrement des agriculteurs de Férolles s'opposent au processus. Le déversoir n'est pas utilisé.

### XXIesiècle
Des travaux sur l'ouvrage sont planifiés pour la fin de l'année 2023. Ils visent à araser la couche de terre supérieure d’environ 40 centimètres pour rendre le déversoir plus efficace en cas de crue incontrôlable. Ces modifications doivent permettre d'abaisser le nombre de personnes en zone à risque de 60 000 à 26 000.

## Description
Le déversoir de Jargeau mesure 715 mètres de long (575 mètres au niveau du seuil) et possède une banquette enherbée fusible de 1,50 mètre de haut.

## Voir aussi

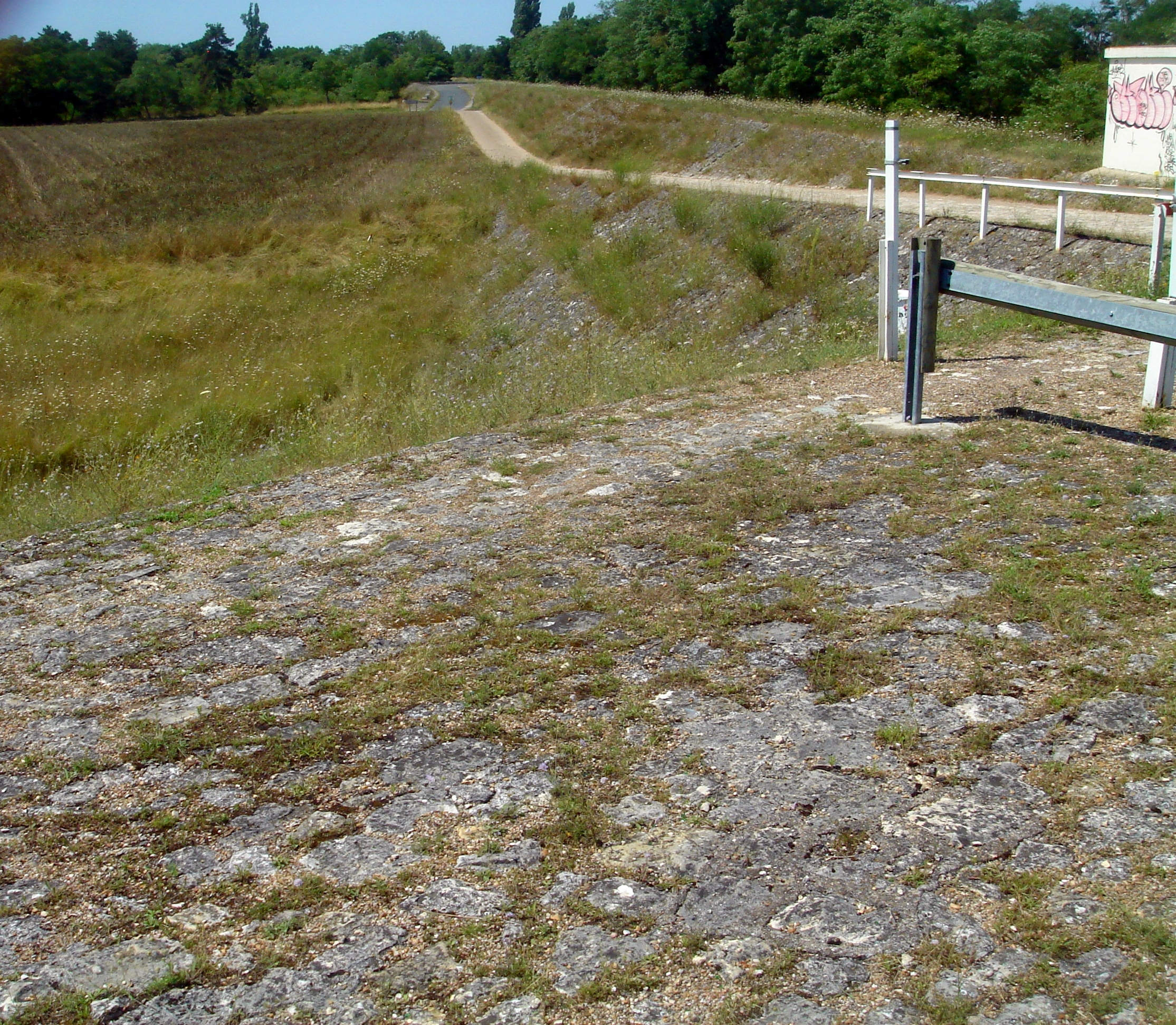
Angle du déversoir (au premier plan) et de la levée d'enceinte entourant Jargeau